# Raketni motor na tekoče gorivo
Raketni motor na tekoče gorivo je vrsta raketnega motorja, ki uporablja goriva v tekočem agregatnem stanju. Tekoča goriva imajo po navadi visoko gostoto (izjema tekoči vodik), zato so tanki sorazmerno majhni. Gorivu se pred vstopom v zgorevalno komoro po navadi poveča pritisk s pomočjo turbočrpalk. To omogoča, da se lahko gorivo in oksidator hrani pri manjšem tlaku in niso potrebno visokotlačni rezervoarji. Nekatera goriva, kot npr. vodik in kisik, ki so pri sobni temperaturi plini, se stisne in ohladi na kriogenično temperaturo, pri kateri postanejo tekoča in se zato smatrajo kot tekoča goriva.
|                       | RL-10                | HM7B          | Vinci    | KVD-1             | CE-7.5            | CE-20         | YF-75                      | YF-75D                     | RD-0146              | ES-702          | ES-1001        | LE-5              | LE-5A                                    | LE-5B                                     |
| --------------------- | -------------------- | ------------- | -------- | ----------------- | ----------------- | ------------- | -------------------------- | -------------------------- | -------------------- | --------------- | -------------- | ----------------- | ---------------------------------------- | ----------------------------------------- |
| Country of origin     | ZDA                  | Francija      | Francija | Sovjetska zveza   | Indija            | Indija        | Ljudska republika Kitajska | Ljudska republika Kitajska | Rusija               | Japonska        | Japonska       | Japonska          | Japonska                                 | Japonska                                  |
| Cycle                 | Expander             | Gas-generator | Expander | Staged combustion | Staged combustion | Gas-generator | Gas-generator              | Expander                   | Expander             | Gas-generator   | Gas-generator  | Gas-generator     | Expander bleed cycle （Nozzle Expander） | Expander bleed cycle （Chamber Expander） |
| Thrust (vac.)         | 66.7 kN (15,000 lbf) | 62.7 kN       | 180 kN   | 69.6 kN           | 73 kN             | 200 kN        | 78.45 kN                   | 88.26 kN                   | 98.1 kN (22,054 lbf) | 68.6kN (7.0 tf) | 98kN (10.0 tf) | 102.9kN (10.5 tf) | r121.5kN (12.4 tf)                       | 137.2kN (14 tf)                           |
| Mixture ratio         |                      |               |          |                   |                   |               | 5.2                        | 6.0                        |                      | 5.2             | 6.0            | 5.5               | 5                                        | 5                                         |
| Nozzle ratio          | 40                   |               |          |                   |                   | 100           | 80                         | 80                         |                      | 40              | 40             | 140               | 130                                      | 110                                       |
| Isp (vac.)            | 433                  | 444.2         | 465      | 462               | 454               | 443           | 438                        | 442                        | 463                  | 425             | 425            | 450               | 452                                      | 447                                       |
| Chamber pressure :MPa | 2.35                 | 3.5           | 6.1      | 5.6               | 5.8               | 6.0           | 3.68                       |                            | 7.74                 | 2.45            | 3.51           | 3.65              | 3.98                                     | 3.58                                      |
| LH2 TP rpm            |                      |               |          |                   |                   |               |                            |                            | 125,000              | 41,000          | 46,310         | 50,000            | 51,000                                   | 52,000                                    |
| LOX TP rpm            |                      |               |          |                   |                   |               |                            |                            |                      | 16,680          | 21,080         | 16,000            | 17,000                                   | 18,000                                    |
| Length m              | 1.73                 | 1.8           | 2.2~4.2  | 2.14              | 2.14              |               | 2.8                        |                            | 2.2                  |                 |                | 2.68              | 2.69                                     | 2.79                                      |
| Dry weight kg         | 135                  | 165           | 280      | 282               | 435               | 558           | 550                        |                            | 242                  | 255.8           | 259.4          | 255               | 248                                      | 285                                       |